# Хантер, Уильям (анатом)
Уи́льям Ха́нтер (в устаревшей передаче Ви́лья́м Гу́нтер; англ. William Hunter; 23 мая 1718, Ист-Килбрайд, Саут-Ланаркшир, Шотландия, Великобритания — 30 марта 1783, Лондон, там же) — шотландский анатом и врач, член Лондонского королевского общества (1767), иностранный член Парижской академии наук (1782). Выдающийся акушер своего времени, один из основоположников современной анатомии. Старший брат и научный наставник известного хирурга Джона Хантера.

## Биография
Родился в шотландской деревне Лонг-Колдервуд (ныне в составе города Ист-Килбрайд). По окончании курса богословия в университете Глазго с 1737 года изучал медицину под руководством Уильяма Каллена. В 1741 году переехал в Лондон; до 1744 года жил на правах ученика-постояльца в доме известного акушера Уильяма Смелли, одновременно посещая лекции по анатомии и акушерству в лондонской клинике Св. Георгия. С 1746 года, следуя примеру Смелли, открыл частный медицинский курс анатомирования, хирургических процедур и десмургии. Благодаря обходительности манер и взвешенности суждений сделал успешную медицинскую карьеру, достигнув положения ведущего лондонского консультанта-акушера. В отличие от Смелли, был противником родоразрешения при помощи акушерских щипцов. Приобрёл известность в области ортопедической хирургии благодаря новаторским исследованиям анатомии и патофизиологии костей и хрящей, в том числе опубликованной в 1743 году работе «О строении и болезнях суставных хрящей» (англ. On the structure and diseases of articulating cartilages)). Предложил операцию при аневризме аорты.
По отзыву британского хирурга Стивена Пейджета,

Он остался холостяком; он так и не обзавёлся загородным домом; на своих портретах он выглядит утончённо-изысканным джентльменом — но на самом деле он работал до тех пор, пока не валился с ног, и даже накануне своей смерти выступал с очередной лекцией.
В 1764 году Хантер стал личным врачом супруги короля Великобритании Георга III — королевы Шарлотты; в 1767 году был избран членом Королевского общества, в 1768 году — профессором анатомии Королевской академии художеств. В 1768 году построил на личные средства анатомический театр-музей на Грейт-Уиндмилл-стрит в лондонском квартале Сохо, ставший центром практических занятий лучших британских анатомов и хирургов того времени (в том числе младшего брата Уильяма — Джона Хантера). В 1774 году в издательстве предпринимателя и типографа Джона Баскервилла вышел самый известный научный труд Хантера — трактат «Анатомия беременной человеческой матки» (лат. Anatomia uteri humani gravidi…), иллюстрированный гравюрами работы Яна ван Римсдика (нидерл. Jan van Rymsdyk; 1730—1790). В качестве модели для изображения анатомических разрезов Хантер избрал рисунки Леонардо да Винчи, хранящиеся в Королевском собрании Виндзора (по мнению британского искусствоведа Кеннета Кларка, возрождением интереса к графическому наследию Леонардо английская культура конца XVIII века обязана именно Хантеру).
В 1769—1772 годах Хантер занимал должность профессора анатомии в лондонской Королевской академии художеств. Интересовался искусством, был лично знаком со многими художниками того времени. В 1770 году построил собственный дом в Глазго, оснащённый всем необходимым для анатомических исследований (после смерти Хантера в его доме был устроен музей, положивший начало современному Хантеровскому музею и художественной галерее при университете Глазго).
В 1775 году, для придания большей наглядности лекциям по анатомированию, Хантер заказал скульптору  Агостино Карлини слепок с предварительно освежёванного трупа контрабандиста, казнённого по приговору суда.
Умер в 1783 году в Лондоне в возрасте 64 лет. Похоронен в англиканской церкви Св. Иакова в лондонском районе Пикадилли.

### Увлечения
Уильям Хантер был страстным библиофилом и собирателем античных монет; ныне нумизматический кабинет Хантера в Хантеровском музее — одно из крупнейших в мире собраний подобного рода. Согласно предисловию к каталогу греческих монет из хантеровской коллекции, изданному в 1899 году, Хантер приобрёл для своего собрания множество раритетов из других выдающихся коллекций, включая собрания Хораса Уолпола и библиофила Томаса Крофтса. В пополнении собрания принял участие король Великобритании Георг III, подаривший для хантеровской коллекции древнеафинскую золотую монету.
Когда знаменитая библиотека английского коллекционера Энтони Эскью — Bibliotheca Askeviana — была выставлена на аукцион после смерти владельца в 1774 году, Хантер приобрёл для своего собрания бо́льшую часть коллекции, победив на аукционных торгах Британский музей.

Титульный лист акушерского атласа «Анатомия беременной человеческой матки». 1774
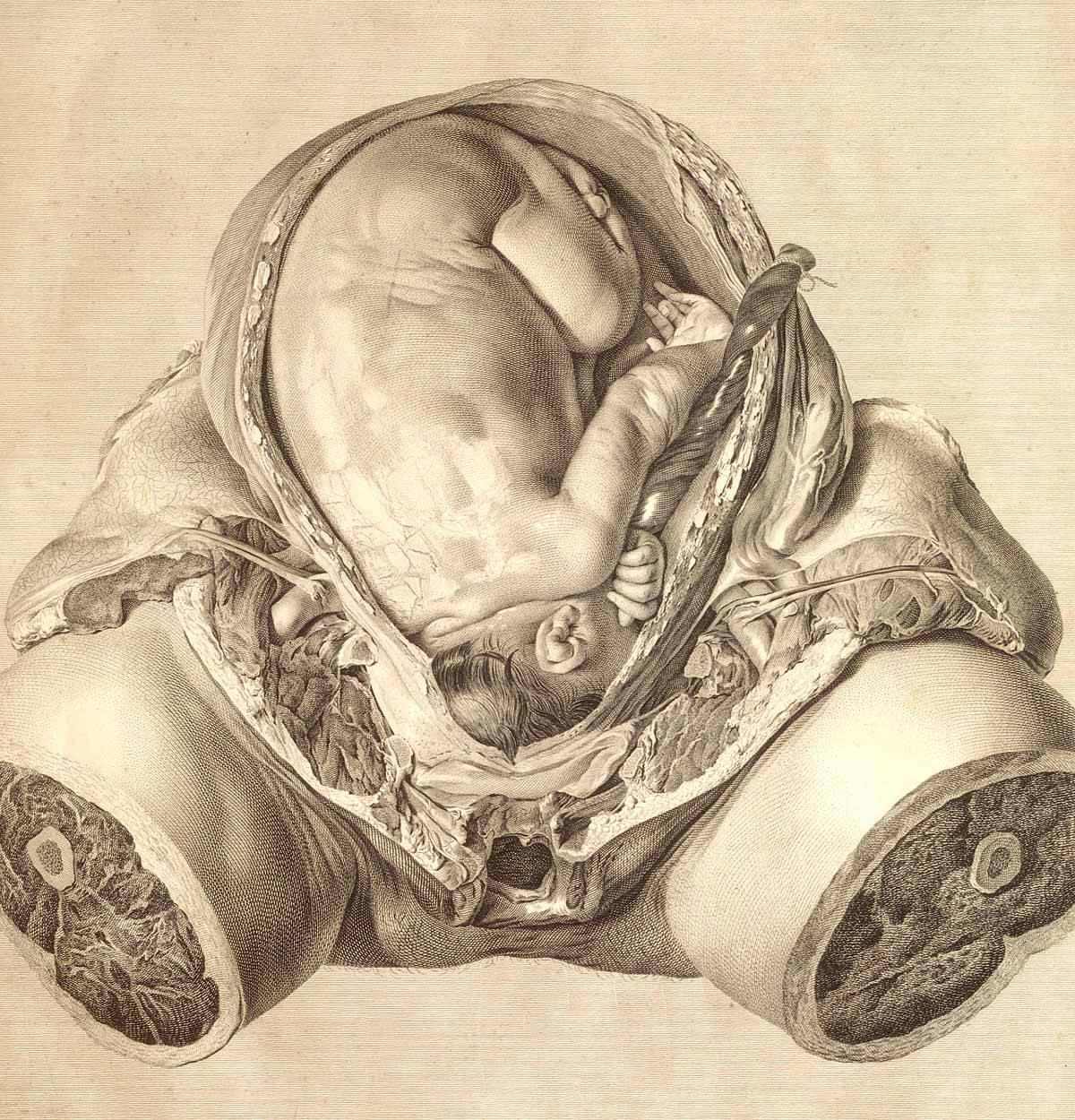
«Анатомия беременной человеческой матки». Иллюстрация
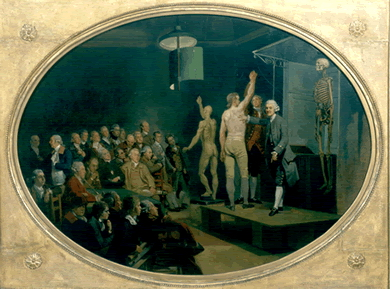
Иоганн Цоффани. Доктор Уильям Хантер выступает с лекцией по анатомии в Королевской академии художеств. Около 1775
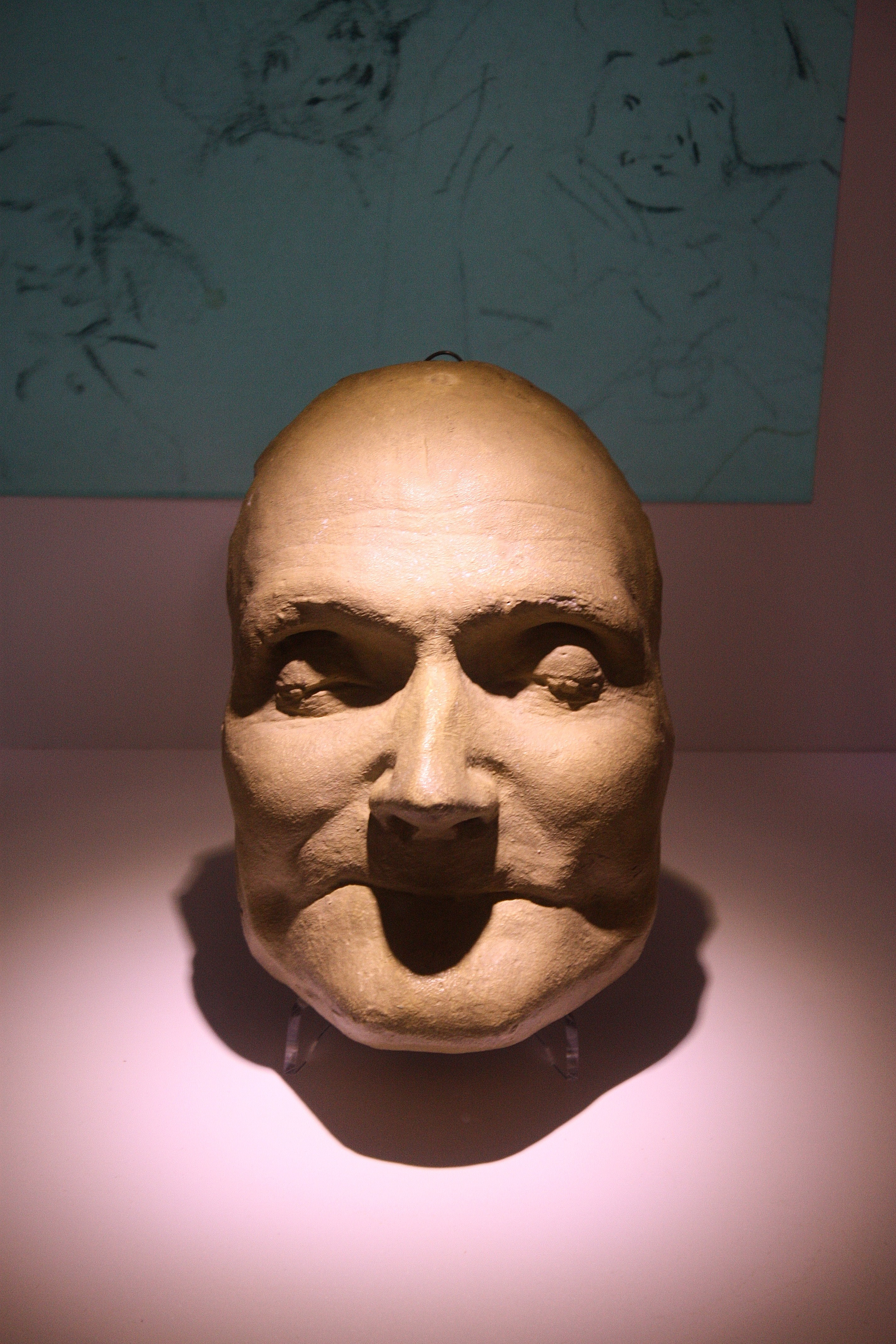
Посмертная маска Уильяма Хантера. Экспонат Хантеровского музея и художественной галереи[англ.] при университете Глазго

В настоящее время основная часть коллекции книг Хантера хранится в Хантеровской библиотеке в университете Глазго. Библиотека содержит около 10 000 печатных книг и 650 рукописей. Из 650 рукописей около двух третей — средневекового или ренессансного времени, более 100 — на персидском и арабском языках. Печатные книги включают в себя 532 инкунабул; более 2300 томов напечатаны в XVI веке. Некоторые тома XV и XVI веков имеют оригинальные переплёты.
К наиболее ценным книгам из собрания Хантеровской библиотеки относятся:
- Английская Хантеровская псалтырь XII века;
- Рукопись XV века Людольфа из Саксонии «Жизнь Христа» со 140 миниатюрами, принадлежавшая королю Франции Карлу VIII;
- Серия рисунков «Анатомия беременной человеческой матки» (лат. Anatomia uteri humani gravidi) для акушерского атласа Хантера[10].

## Анатомические убийства
Ввиду подозрительно большого количества трупов женщин на последних месяцах беременности, попадавших на анатомический стол к Уильяму Смелли и Уильяму Хантеру, британский историк Дон Шелтон (англ. Don Shelton) обвинил их в том, что они были тайными заказчиками анатомических убийств. В статье «Новое платье императора», опубликованной в февральском номере «Журнала Королевского медицинского общества» за 2010 год, Шелтон утверждает, что в период между 1749 и 1755 годами Смелли и Хантер, конкурировавшие между собой, организовали серию убийств беременных женщин в Лондоне; затем их якобы стали подозревать в этих убийствах и они прекратили свои исследования, но в 1764 году Хантер, который благодаря своим связям убедился, что не окажется под следствием, якобы продолжил заказывать убийства и делал это примерно раз в год. Как у Смелли, так и у Хантера якобы был ассистент, привлекавший исполнителей заказов, причём сообщником Хантера Шелтон считает его брата — известного хирурга Джона Хантера, а всего, согласно исследованиям Шелтона, на совести Смелли и братьев Хантеров — от 35 до 40 убитых беременных женщин. Лондонский гинеколог Энтони Кенни (англ. Anthony Kenny) выдвинул версию о том, что Смелли и Хантеры не наводили необходимые справки о происхождении трупного материала и не знали, что имеют дело с жертвами убийств. Вопрос о виновности Смелли и братьев Хантеров, широко дискутируемый после публикации Шелтона, остаётся открытым.